# Диффамация
Диффама́ция (из лат. diffamatio «опорочение, лишение чести, доброго имени») — распространение порочащих сведений. Отличием диффамации от клеветы является то, что при клевете преступный момент заключается в заведомой лживости оглашаемых фактов или сведений, позорящих оклеветанного, тогда как при диффамации незаконным считается само разглашение, то есть разглашающий убеждён в истинности разглашаемого и при наличии может предоставить доказательства такой истинности.
В зависимости от соответствия распространяемых сведений действительности и субъективного отношения распространителя к своим действиям можно выделить следующие варианты:
1. распространение заведомо ложных порочащих сведений — умышленная недостоверная диффамация, или клевета;
2. неумышленное распространение ложных порочащих сведений — неумышленная недостоверная диффамация;
3. распространение правдивых порочащих сведений — достоверная диффамация.

По римскому праву, в котором было понятие «existimatio», то есть гражданской чести, как «состоянии незапятнанного ни по закону, ни по обычаю достоинства» (status illesae dignitatis, legibus ас moribus comprobatus), на такую гражданскую честь мог претендовать только человек, про которого ничего позорного и сказать нельзя; если разглашенные обстоятельства были согласны с истиной, то не могло быть речи о посягательстве на честь, которой не существует. Только исподволь, под влиянием германского понятия «Guter Leumund», в средневековом законодательстве и затем законодательстве Нового времени укоренилось представление о праве всякого гражданина на доброе имя. Разглашение позорных фактов (сводившееся в римском праве, а затем и в позднейшем, к ложному доносу), как вид преступления против чести, постепенно расширилось, захватывая не только ложное обвинение в деяниях, составляющих преступление, но и всякие другие сообщения, обидные для чести.

## В англосаксонском праве
Дела о диффамации известны английскому праву ещё с XIII века, когда споры о клевете рассматривались церковными судами. В начале XVII века в Англии был принят закон о защите чести в специализированном суде (en:Court of Chivalry). Постепенно иски о диффамации с требованиями денежной компенсации стали более востребованными, чем санкции церковных судов или дуэли.
Англо-американское право различает два вида диффамации — устную (slander) и письменную (libel). В XX веке они были объединены в один, но сохранили, однако, некоторые различия в регулировании.
Традиционная позиция общего права состоит в том, что заведомая для ответчика ложность утверждения не является обязательным элементом состава диффамационного деликта, поэтому истцу не вменяется в обязанность доказывать, что ответчик распространял ложные сведения умышленно или проявил недостаточную тщательность при их проверке.
В 2008—2009 годах в Англии были декриминализованы такие преступления, как «уголовная дискредитирующая клевета» (criminal libel), «крамольная клевета» (seditious libel), «богохульная клевета» (blasphemous libel), «непристойная клевета» (obscene libel). В настоящее время в Англии и Уэльсе действует Закон о диффамации 2013 года, который предоставляет защиту от обвинений в диффамации в случаях, когда ответчик обоснованно полагал, что опубликованная информация представляет общественный интерес.
В Англии и США существует разный подход к искам о диффамации со стороны политических деятелей или других публичных фигур. Расхождениям в этом вопросе положило начало дело «New York Times Co. v. Sullivan», решение по которому Верховный суд США принял в 1964 году. Комиссар полиции подал иск к газете New York Times после публикации недостоверной, по его мнению, информации о жестоком обращении полицейских города Монтгомери по отношению к борцам за гражданские права чернокожих. Комиссар полиции выиграл это дело в суде штата, но газета обратилась в Верховный суд США, который постановил, что решение суда штата нарушает Первую поправку к Конституции США о свободе слова. В решении по данному делу Верховный суд США установил повышенный стандарт для удовлетворения иска общественного деятеля (public figure) о диффамации: истец должен доказать, что ответчик действовал со злыми намерениями (actual malice), то есть либо знал о ложности сообщаемых им сведений, либо догадывался о их вероятной ложности. Благодаря такому подходу судов, а также так называемым Anti-SLAPP законам, иски о диффамации от политиков, кинозвёзд, известных бизнесменов в США в настоящее время являются большой редкостью, несмотря на обилие критики и оскорбительных высказываний в их адрес.

## В праве континентальной Европы
Во Франции законы 1819 и 1881 годов определили диффамацию как любое печатное указание или приписывание факта, вредящего репутации лица или организации. Французский закон о печати 1881 года определил диффамацию как всякое указание или приписывание факта, нарушающего честь или уважение к лицу или к корпорации, которым он приписывается. Доказательства истинности допускаются лишь по отношению к должностным лицам, поскольку разглашенные факты касаются исполнения ими их обязанностей.
В странах романо-германской правовой семьи распространение сведений, порочащих честь, достоинство и деловую репутацию, является прежде всего основанием для применения норм уголовного права. Например, Уголовный кодекс ФРГ содержит статью 186 «Злобные сплетни» (Üble Nachrede), согласно которой любое лицо, утверждающее или распространяющее о другом лице факт, который может опорочить его или отрицательно повлиять на общественное мнение о нем, если этот факт не может быть доказан, подлежит наказанию в виде лишения свободы на срок до одного года или штрафа, а если данное преступление было совершено публично или путем распространения письменной информации — к лишению свободы на срок до двух лет или штрафу. Если же распространялись заведомо ложные сведения, то применяется статья 187 «Клевета» (Verleumdung), предусматривающая лишение свободы на срок до пяти лет (или более высокий, по сравнению с санкцией статьи 186, штраф). Статья 188 «Злостные сплетни и клевета на лиц политической арены» (Üble Nachrede und Verleumdung gegen Personen des politischen Lebens) предусматривает наказание исключительно в виде лишения свободы сроком от трех месяцев до пяти лет.

## В российском праве
В праве Российской империи до закона о печати 1865 года разглашение позорящих честь фактов считалось преступным только при условии заведомой лживости фактов или, как выражался закон, «несправедливости обвинения». При реформе 1865 года, освободившей некоторые органы печати от предварительной цензуры, признано было необходимым предусмотреть уголовную ответственность за разглашение позорных для чести фактов в печати, при этом справедливость оглашённого обстоятельства не исключала преступности оглашения. Однако предусматривалось исключение: «если подсудимый, посредством письменных доказательств, докажет справедливость позорящего обстоятельства, касающегося служебной или общественной деятельности лица, занимающего должность по определению от правительства или по выборам, то он освобождается от наказания».
В современном российском праве только недостоверная диффамация в виде клеветы влечёт уголовную ответственность. В российском законодательстве клевета — это распространение заведомо ложных сведений, порочащих честь и достоинство другого лица или подрывающих его репутацию, а оскорбление — унижение чести и достоинства другого лица, выраженное в неприличной форме. Оскорбление и клевета, содержащиеся в публичном выступлении или в средствах массовой информации, является более серьёзным преступлением по сравнению с обычным оскорблением (клеветой).
Способы гражданско-правовой защиты от диффамации любого вида определены статьёй 152 Гражданского кодекса РФ (опровержение и возмещение морального вреда).
В случае сомнения по поводу правомерности привлечения к ответственности за диффамацию следует обращаться к Конституции РФ, статья 29, которая определяет свободу слова, мысли и т. д.
В ней говорится следующее:
1. Каждому гарантируется свобода мысли и слова.
2. Не допускаются пропаганда или агитация, возбуждающие социальную, расовую, национальную или религиозную ненависть и вражду. Запрещается пропаганда социального, расового, национального, религиозного или языкового превосходства.
3. Никто не может быть принужден к выражению своих мнений и убеждений или отказу от них.
4. Каждый имеет право свободно искать, получать, передавать, производить и распространять информацию любым законным способом. Перечень сведений, составляющих государственную тайну, определяется федеральным законом.
5. Гарантируется свобода массовой информации. Цензура запрещается.

Часть 3 статьи 55 Конституции РФ предусматривает ограничения прав человека только в той мере, в какой это необходимо в целях защиты:
1. основ конституционного строя,
2. нравственности,
3. здоровья,
4. прав и законных интересов других лиц,
5. обеспечения обороны страны,
6. безопасности государства.

Очевидно, что данные требования к ограничениям свободы выражения мнения распространяются и на диффамационные высказывания. В данном случае цель ограничения — защиты «прав и законных интересов других лиц». В статье 55 Конституции закрепляется, что права могут быть ограничены только федеральным законом РФ, и лишь в том случае, когда это «необходимо» для защиты указанных выше целей.
Дискредитация
Начиная с 5 марта 2022 в Российской Федерации действует поправка к Уголовному кодексу, известная как УК РФ Статья 280.3, использующая понятие дискредитации. Дискредитация не определена юридически, но зачастую трактуется как   умышленные действия, направленные на подрыв авторитета, имиджа и доверия к кому-либо, умаление его достоинства и авторитета. Наказание по статье 280.3 УК РФ  включает штраф от 100 тыс. до 300 тыс. руб., принудительные работы до трех лет, арест от четырех до шести месяцев или лишение свободы до трех лет.